# Nerine angustifolia
Nerine angustifolia är en amaryllisväxtart som först beskrevs av John Gilbert Baker och fick sitt nu gällande namn av William Watson. Nerine angustifolia ingår i släktet Nerine och familjen amaryllisväxter. Inga underarter finns listade i Catalogue of Life.

## Bildgalleri

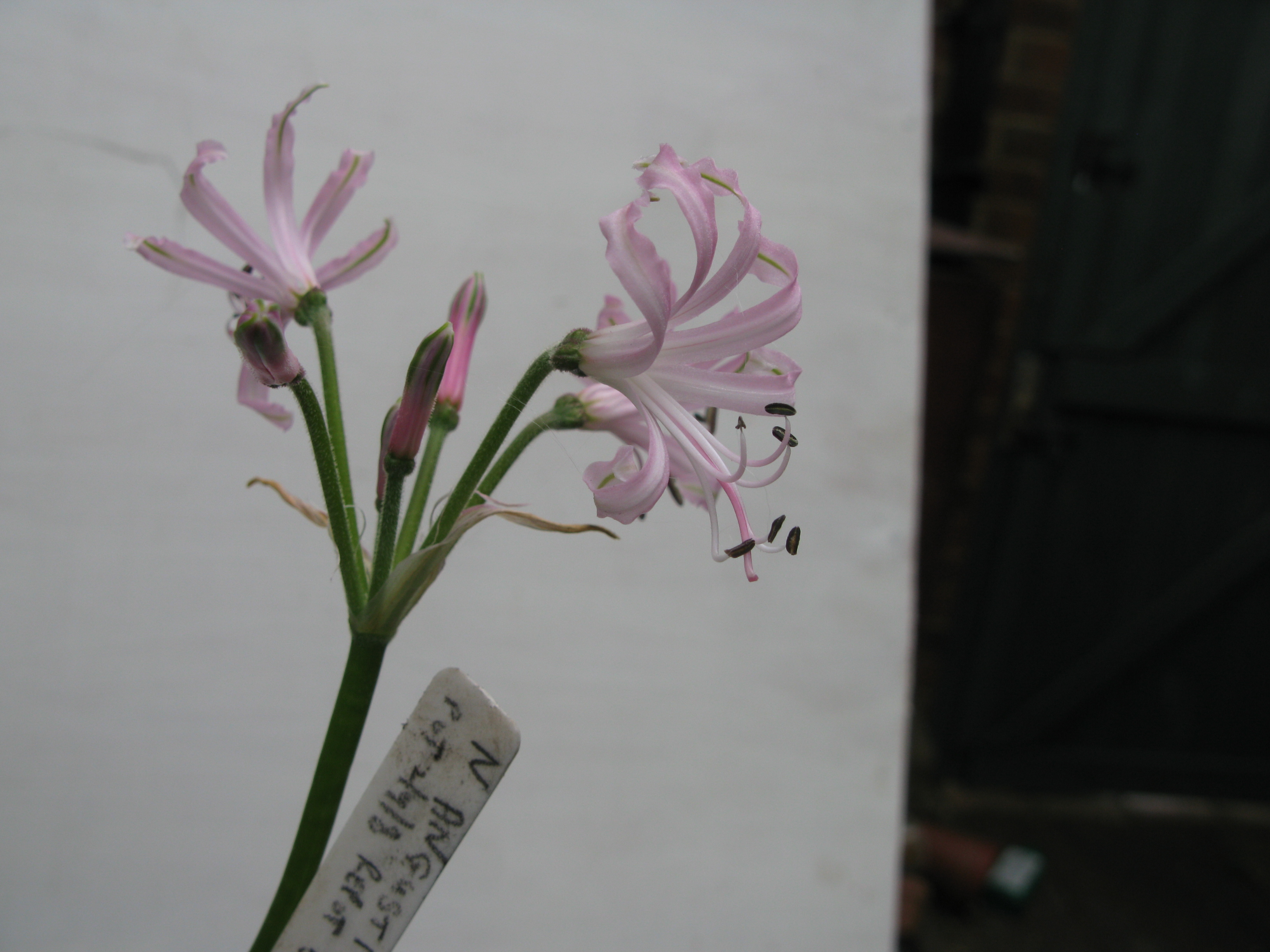
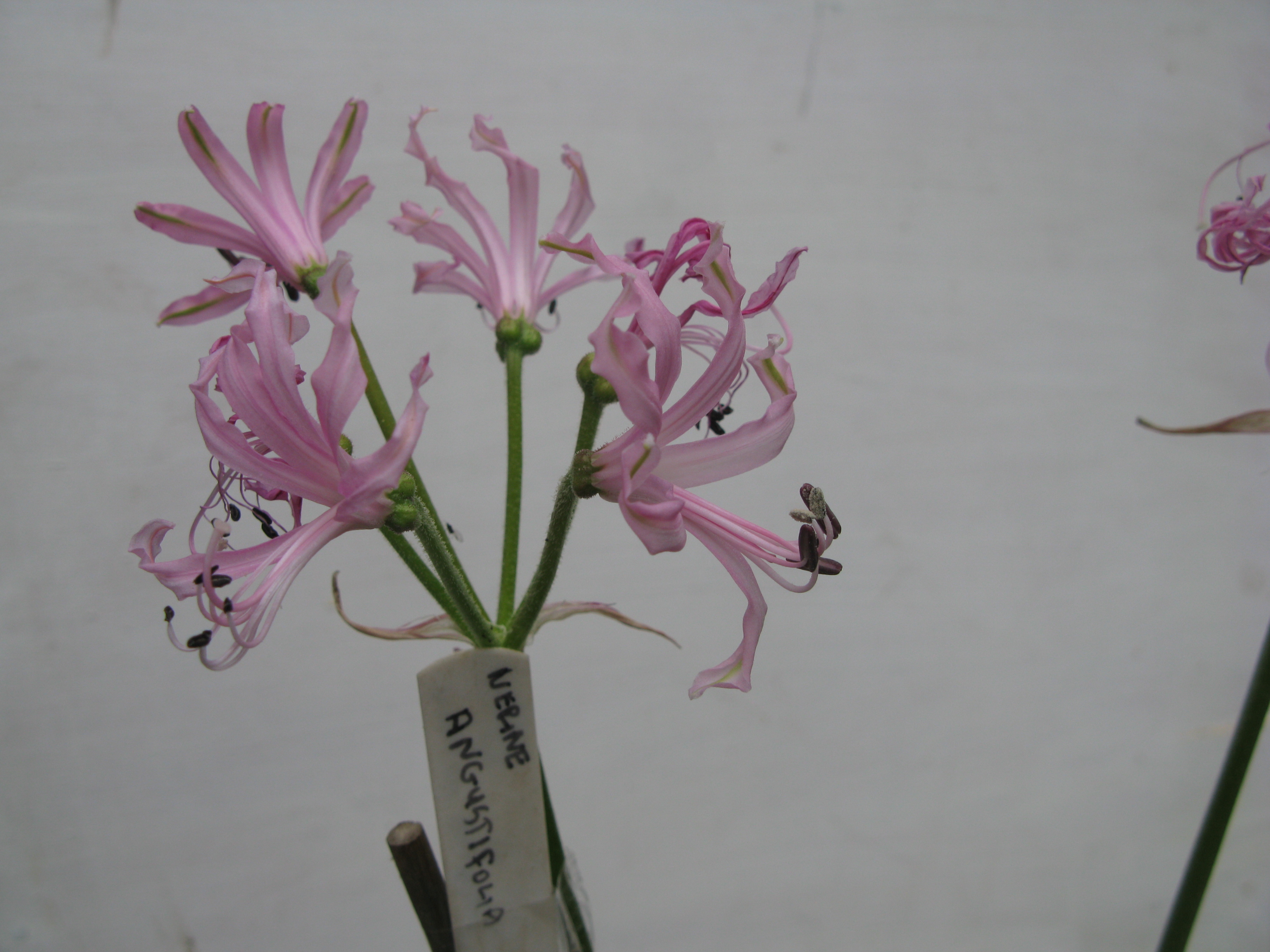